# Barthea barthei
Barthea barthei là một loài thực vật có hoa trong họ Mua. Loài này được (Hance ex Benth.) Krasser mô tả khoa học đầu tiên năm 1893.